# 천대만
천대만(1980년 1월 1일 ~ )은 대한민국의 배우이다. 본명인 심정완로 활동하다가, 2018년 이후부터 예명인 천대만으로 활동 중이다.
2003년부터 2009년까지 서울예술단의 정단원이었다.
2016년에 제20회 서울 국제 만화 애니메이션 페스티벌 홍보대사로 위촉되었다. 뮤지컬 '바람의 나라'의 출연 배우여서 선정되었다.

## 학력
- 계원예술고등학교 연극영화과 졸업
- 서울예술대학교 연극과 졸업

## 출연 작품

### 뮤지컬, 연극, 공연
- 2003년
  - 《크리스마스 캐롤》
  - 《청산별곡》 - 인형극/그림자연극 역 (음악극)
  - 《홍랑》 (가무극)
- 2004년
  - 《소용돌이》 (가무극)
  - 《시집가는 날》
  - 《여름밤의 꿈》
- 2005년
  - 《로미오와 줄리엣》 - 머큐쇼 역
  - 《크리스마스 캐롤》
  - 《바리》 - 까치신령들/검수옥졸 역
- 2006년
  - 《크리스마스 캐롤》
  - 《이》 - 강봉사 역
  - 《바람의 나라》 - 병아리 역
  - 《미스 사이공》 - 투이 역 (커버)
- 2007년
  - 《바람의 나라》 - 병아리 역
  - 《공길전》 - 장생 역
  - 《오르페오》 - 문지기/무용단 역
- 2007년 ~ 2013년
  - 《김종욱 찾기》 - 멀티맨 역
- 2008년
  - 《파이브 코스 러브》 - 남자2 역
  - 《15분 23초》 (댄스컬)
  - 《로미오와 줄리엣》 - 머큐쇼 역
  - 《크리스마스 캐롤》
  - 《왕의 우인》 - 공길 역 (중국 상해)
- 2009년
  - 《15분 23초》 (댄스컬)
  - 《바람의 나라》 - 병아리 역
  - 《청이야기》
- 2010년
  - 《TAAL 탈》 - 이매 역
  - 《웰컴맘》
- 2011년
  - 《아가씨와 건달들》 - 해리 역
- 2012년
  - 《서편제》 - 매니저 역
- 2013년
  - 《지저스 크라이스트 슈퍼스타》 - 베드로 역
- 2014년
  - 《서편제》 - 매니저 역
- 2015년
  - 《클럽 살로메》
  - 《지저스 크라이스트 슈퍼스타》 - 베드로 역
  - 《인 더 하이츠》 - 케빈 역
- 2016년
  - 《캣 조르바》 - 피타 역
  - 《인 더 하이츠》 - 케빈 역
- 2017년
  - 《불혹전》
  - 《올 댓 재즈》 - 전병국 역
  - 《서편제》 - 명창 역
- 2018년
  - 《아마데우스》 - 작은 바람들 역

### 영화
- 2017년 《포크레인》 - 바닷가 동기 역 (주연)

### 드라마
- 1991년 KBS 2TV 《사랑의 학교》
- 1991년 KBS 2TV 《형》 - 어린 최용각 역
- 1992년 KBS TV 문학관 《TV 문예극장 - 풍금이 있던 자리》
- 2018년 12ENT 웹드라마 《내여친은 파파라치》 - 편집장 역